# 블랑쉬 베이커

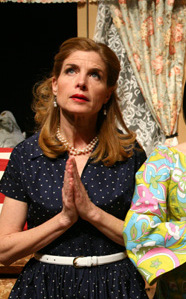

블랜치 베이커(Blanche Baker, 영어 발음: /blæntʃ/, 1956년 12월 20일 ~ )는 미국의 각본가, 영화 제작자, 배우이다.
뉴욕에서 태어났다.

## 영화
- 조폐국 침입 프로젝트 (2017년)
- 딥 인 더 다크니스 (2014년)
- 저지 저스티스 (2014년) - 폴리 역
- 트루스 (2013년) - 바바라 역
- 더 라이프 존 (2011년)
- 페이크 (2010년) - 미시즈 니드햄 역
- 쓰리 크리스 (2010년)
- 챈스 일병의 귀환 (2009년) - 크리스 펠프스 역
- 이웃집 소녀 (2007년) - 루스 챈들러 역
- 데드 퍼니 (1994년)
- 시녀 이야기 (1990년)
- 블루 진 캅 (1988년)
- 고릴라 (1986년)
- 잃어버린 휴가 (1985년)
- 아직은 사랑을 몰라요 (1984년)
- 콜드 피트 (1983년)
- 프랑스 연인들 (1979년)
- 홀로코스트 (1978년)